# Andrzej Dunin z Prawkowic
Andrzej Dunin z Prawkowic herbu Łabędź (zm. w 1522) – chorąży sieradzki w 1502 roku, poborca sieradzki w 1515 roku, starosta bolesławski i brzeźnicki, starosta Konina i Pyzdr od 1518 roku.
Syn Piotra wojewody brzeskiego.